# César Augusto Cisneros Luces

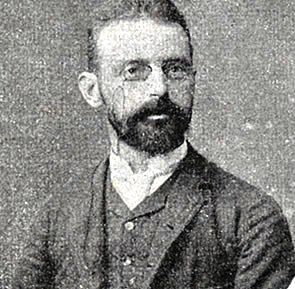
Retrato de César Cisneros.

César Augusto Cisneros Luces (Muros, 1849 - 1879) fue un periodista y escritor español.

## Biografía
Con 13 años emigró a La Habana y publicó gacetillas en el Diario de la Marina de La Habana. En 1860 regresó a Galicia enfermo y consiguió la plaza de profesor de Instrucción General de la Escuela Flotante de Ferrol. En 1873 embarcó para Montevideo y fundó el periódico "La Carta Blanca". En Buenos Aires creó el primer periódico gallego de América llamado "El gallego". Murió en 1879.
- Datos: Q8353139